# Gustav Marchet
Gustav Marchet (29. května 1846 Baden – 27. dubna 1916 Ostrov) byl rakousko-uherský, respektive předlitavský vysokoškolský pedagog, právník a politik, v letech 1906–1908 ministr kultu a vyučování Předlitavska.

## Biografie
Vystudoval právo na Vídeňské univerzitě, kde roku 1869 získal titul doktora práv. Pak působil na lesnické škole Forstakademie Mariabrunn a později přešel na nově založenou Vysokou školu zemědělskou ve Vídni. Specializoval se na agrární právo a vyučoval i správní vědu. Na této škole později zastával opakovaně post rektora. Ve volbách do Říšské rady roku 1891 byl zvolen do Říšské rady (městská kurie, obvod Baden, Mödling atd.), kde zasedal do roku 1897. Opětovně sem byl zvolen až ve volbách do Říšské rady roku 1901 (opět městská kurie, obvod Baden, Mödling, Perchtoldsdorf atd.) a v parlamentu setrval do roku 1907. V Říšské radě zastupoval Německou pokrokovou stranu.
Vrchol jeho politické kariéry nastal počátkem 20. století, kdy se za vlády Maxe Becka stal ministrem kultu a vyučování Předlitavska. Funkci zastával v období 2. června 1906 – 15. listopadu 1908. V roce 1907 byl jmenován doživotním členem Panské sněmovny.